# Miura (Klan)

Wappen der Miura
(Miura-Drei-Balken)

Die Miura (japanisch 三浦氏, Miura-shi) der Edo-Zeit waren eine Familie des japanischen Schwertadels (Buke), die sich aus einer Seitenlinie des im Jahr 1516 ausgestorbenen Miura-Klans ableitete.

## Genealogie
Ahnvater war Miura Iemura (三浦家村), Sohn des Yoshimura (義村; † 1239). 
- Masatsugu (正次; 1600–1641) wurde 1639 zum Daimyō erhoben und erhielt die Burg Mibu in der Provinz Shimotsuke mit 25.000 Koku.
- Akihiro (明敬; 1658–1725), Enkel des Masatsugu, erhielt 1692 die Burg Nobeoka in der Provinz Hyūga mit 23.000 Koku. Im Jahr 1712 übernahm er die Burg Kariya in der Provinz Mikawa mit 23.000 Koku.
- Yoshisato (義理; 1696–1756), Akihiros Sohn, wurde auf die Burg Nishio, ebenfalls in der Provinz Mikawa, mit 23.000 Koku versetzt.
- Akitsugi (明次; 1726–1798), Yoshisatos Adoptivsohn, wurde 1764 zum Daimyō erhoben und erhielt die Burg Katsuyama in der Provinz Mimasaka, auf der schon früher die Miura residiert hatten. Er baute die inzwischen verfallene Burg auf dem Berg Katsuyama wieder auf. Dort residierten die Miura bis zur Meiji-Restauration. Das Oberhaupt erhielt dann den Rang eines Vizegrafen.